# Чарлстаун (Индијана)
Чарлстаун (енгл. Charlestown) град је у америчкој савезној држави Индијана.

## Демографија
По попису из 2010. године број становника је 7.585, што је 1.592 (26,6%) становника више него 2000. године.
| Група             | 2000.         | 2010.         |
| Белци             | 5.450 (90,9%) | 6.632 (87,4%) |
| Афроамериканци    | 148 (2,5%)    | 163 (2,1%)    |
| Азијати           | 10 (0,2%)     | 20 (0,3%)     |
| Хиспаноамериканци | 319 (5,3%)    | 628 (8,3%)    |
| Укупно            | 5.993         | 7.585         |